# Card sharing
El card sharing es un método por el cual receptores independientes (y externos) obtienen acceso simultáneo a una red de televisión de pago, usando una tarjeta de abonado de acceso condicional legítima. 
En resumen, se comparte la información de una tarjeta legítima que está adjunta o inserta en un ordenador personal Dreambox o en un receptor decodificador (de satélite), el cual está conectado permanentemente a Internet proporcionando los códigos de acceso que legítimamente descifra y envía a otros receptores externos y ubicados en cualquier parte del mundo, los cuales le piden la información vía Internet mediante los protocolos NEWCAM o CCCAM.
Estos receptores emulan mediante este método la tarjeta de abonado legitima que esta suscrita al servicio y acceden a la señal codificada de forma ilegítima.
En muchas ocasiones se usa sin fines de lucro o bien sin autorización de la empresa de televisión de paga.
El uso compartido de tarjetas es un método para acceder a la televisión de pago o canales premium sin necesidad de una suscripción válida. El uso compartido de tarjetas permite que varios usuarios accedan a un canal de televisión de pago o premium utilizando solo una tarjeta válida.
El uso compartido de tarjetas suele ser utilizado por personas que no pueden pagar las tarifas mensuales de una suscripción a un canal premium o de televisión de pago. Las personas que desean ver un canal premium o de televisión de pago que no está disponible en su país también utilizan el uso compartido de tarjetas.
Hay dos tipos principales de uso compartido de tarjetas: basado en servidor y basado en cliente. El uso compartido de tarjetas basado en servidor utiliza un servidor central para almacenar la información de la tarjeta válida. El uso compartido de tarjetas basado en el cliente utiliza un software de cliente para almacenar la información de la tarjeta válida.
Compartir tarjetas es ilegal en muchos países. En Estados Unidos, la Comisión Federal de Comunicaciones (FCC) ha multado a personas por compartir tarjetas de televisión de pago
- Datos: Q1035819